# Cleistanthus polyneurus
Cleistanthus polyneurus är en emblikaväxtart som beskrevs av Airy Shaw. Cleistanthus polyneurus ingår i släktet Cleistanthus och familjen emblikaväxter. Inga underarter finns listade i Catalogue of Life.